# کتان‌کش دانه ریز
کتان‌کش دانه ریز (نام علمی: Camelina microcarpa) نام یک گونه از سرده کتان‌کش است.